# Ниобат свинца(II)
Ниобат свинца(II) — неорганическое соединение,
соль свинца и  ниобиевой кислоты
с формулой Pb(NbO3)2,
кристаллы,
не растворяется в воде.

## Физические свойства
Ниобат свинца(II) образует кристаллы
ромбической сингонии, параметры ячейки a = 2,5 нм, b = 2,5 нм, c = 0,7 нм, Z = 40
.
А более поздних работах представлены данные в двух структурах:
- ромбическая сингония, пространственная группа C m2m, параметры ячейки a = 1,765 нм, b = 1,792 нм, c = 0,3870 нм, Z = 10 [2];
- ромбическая сингония, пространственная группа B b21m, параметры ячейки a = 3,5292 нм, b = 1,7943 нм, c = 0,7746 нм, Z = 40 [3].

Не растворяется в воде.
Является сегнетоэлектриком, точка Кюри - 570°С.